# Blockanlage (Feldversuch)
Eine Blockanlage ist die besondere Form eines agrarwissenschaftlichen Feldversuchs zur Leistungsprüfung verschiedener Saatgutsorten, Pflanzenschutzmittel oder Dünger. Mit Blockanlagen wird versucht durch die Anordnung der Parzellen und die Auswertung der Ergebnisse unter Anwendung von Stochastik (Wahrscheinlichkeitstheorie, Statistik) fundierte Aussagen über Leistungsmerkmale der Versuchsobjekte zu erhalten.

## Geschichte
Versuchsanlagen entstanden zu Beginn des vorigen Jahrhunderts, vor allem im landwirtschaftlichen Feldversuchswesen im Zusammenhang mit Sortenprüfungen im Freiland. Ein Zentrum war Rothamsted Experimental Station nahe London, wo die Statistische Abteilung unter Leitung von Fisher (1926) stand. Dort entstand auch eines der ersten Bücher über statistische Versuchsplanung von Fisher (1935). Da Bodenbeschaffenheit und -qualität auf den Versuchsfeldern stark schwanken, wurde das Feld in sogenannte Blocks unterteilt, die in Teilstücke zerlegt wurden. Man ging davon aus, dass der Boden innerhalb der Blocks relativ homogen ist, so dass für Unterschiede der Erträge von Sorten, die auf den Teilstücken eines Blocks angebaut wurden, lediglich die Sorten und nicht Bodenunterschiede verantwortlich waren. Um Homogenität des Bodens innerhalb der Blocks zu gewährleisten, durften die Blocks nicht zu groß sein. Andererseits mussten die Teilstücke für das Abernten (vor allem mit Maschinen) eine gewisse Größe haben. Folglich gab es nur eine begrenzte Anzahl von Teilstücken innerhalb der Blocks und man konnte nur eine begrenzte Anzahl von Sorten in einem Block prüfen. Konnten alle Sorten in jedem der Blocks angebaut werden, hatte man eine vollständige Blockanlage. Oft war aber die Anzahl der Sorten größer als die Anzahl der Teilstücke im Block. Das führte zur Entwicklung von unvollständigen Blockanlagen, darunter vor allem von vollständig balancierten unvollständigen Blockanlagen, die garantierten, dass alle Sortendifferenzen mit gleicher Varianz nach Modellen der Varianzanalyse geschätzt werden können.
In Fällen, in denen störende Einflüsse in zwei Richtungen zu berücksichtigen waren (etwa Feuchtigkeitsgefälle von Nord nach Süd und Bodenfruchtbarkeitsänderungen von West nach Ost), wurden sogenannte Zeilen-Spalten-Anlagen entwickelt, vor allem kamen Lateinische Quadrate zur Anwendung.

## Balancierte unvollständige Blockanlagen
Definition 1
Die Zuordnung einer gegebenen Anzahl N > 1 von Versuchseinheiten zu den Stufen von p Prüffaktoren und den Stufen von q Störfaktoren (Blockfaktoren) heißt p-faktorielle Versuchsanlage mit q Blockfaktoren. Ist p =1, so heißt die einfaktorielle Versuchsanlage einfache Versuchsanlage, ist p>1, so spricht man kurz auch von einem faktoriellen Versuch. Ist q=0, so spricht man von einer vollständig randomisierten oder einfachen Versuchsanlage.
Eine Blockanlage ist also eine endliche Inzidenzstruktur, bestehend aus einer Inzidenzmatrix, einer endlichen Menge von v Elementen, genannt Behandlungen, und einer endlichen Menge von b Mengen, genannt Blocks; sie sind die Stufen des Störfaktors. Die Stufen des Blockfaktors nennt man Blocks.
Definition 2
Die Elemente der Inzidenzmatrix mit v Zeilen und b Spalten geben an, wie oft die die i-te Zeile repräsentierende i-te Behandlung, in dem die j-te Spalte definierenden j-ten Block auftritt. Sind alle Elemente der Inzidenzmatrix nij entweder 0 oder 1, so heißen die Inzidenzmatrix und die ihr entsprechende Blockanlage binär. Die b Spaltensummen kj der Inzidenzmatrix heißen Blockgrößen. Die v Zeilensummen ri der Inzidenzmatrix heißen Wiederholungen. Eine Blockanlage heißt vollständig, wenn die Elemente der Inzidenzmatrix alle positiv (nij > 1) sind. Eine Blockanlage heißt unvollständig, falls die Inzidenzmatrix wenigstens eine Null aufweist. Blocks heißen unvollständig, wenn in der entsprechenden Spalte der Inzidenzmatrix wenigstens eine Null steht.
In Blockanlagen ist die Randomisierung wie folgt durchzuführen: Die Versuchseinheiten in jedem Block sind zufällig den Behandlungen, die in diesem Block auftreten, zuzuweisen. Dabei wird die Randomisierung für jeden Block einzeln angewendet. Für vollständige Blockanlagen mit v Versuchseinheiten pro Block, von denen jede genau einer der v Behandlungen zugeordnet wird, ist die Randomisierung damit beendet. Anders verhält es sich im Fall k < v. Bei unvollständigen Blockanlagen sind die abstrakten Blocks, wie sie durch die mathematische Konstruktion entstehen, den realen Blocks zufällig zuzuordnen.
Vor allem bei unvollständigen binären Blockanlagen ist es sinnvoll, anstelle der Inzidenzmatrix eine Kompaktschreibweise zur Charakterisierung zu verwenden. Dabei entspricht jedem Block ein Klammerausdruck, in dem die Nummern der im Block enthaltenen Behandlungen stehen.
Beispiel
Eine Blockanlage mit v = 4 Behandlungen und b = 6 Blocks sei durch folgende Kompaktschreibweise
{(1,3), (2,4), (1,3), (2,4), (2,4), (2,4)}
definiert. Z. B. repräsentiert die erste Klammer den Block 1, in dem die Behandlungen 1 und 3 auftreten.
Definition 3
Eine Blockanlage mit symmetrischer Inzidenzmatrix heißt symmetrische Blockanlage. Treten in einer Blockanlage alle Behandlungen gleich oft auf, d. h., ist die Anzahl der Wiederholungen ri = r, so heißt diese Anlage wiederholungsgleich. Ist in einer Blockanlage die Anzahl der Versuchseinheiten je Block gleich, d. h., gilt kj = k, so heißt diese Anlage blockgleich.
Es gilt, dass sowohl die Summe aller Wiederholungen ri als auch die Summe aller Blockgrößen kj gleich der Anzahl N der Versuchseinheiten einer Blockanlage sein muss. Damit gilt für jede Blockanlage:
{\displaystyle \sum _{i=1}^{v}r_{i}=\sum _{j=1}^{b}k_{j}=N}
Speziell folgt daraus für wiederholungs- und blockgleiche Blockanlagen (ri = r und kj = k):
vr = bk.
In symmetrischen Blockanlagen ist b = v und ri = ki (i = 1,..., v).
Definition 12.8
Eine (vollständig) balancierte unvollständige Blockanlage (BUB) ist eine block- und wiederholungsgleiche unvollständige Blockanlage mit der zusätzlichen Eigenschaft, dass jedes Paar von Behandlungen in gleich vielen, sagen wir in λ, Blocks auftritt. Besitzt eine BUB v Behandlungen mit r Wiederholungen in b Blocks der Größe k < v, so nennen wir sie B(v, k, λ)-Anlage. Eine BUB für ein Paar (v, k) heißt elementar, falls man sie nicht in mindestens zwei BUB für dieses Paar (v, k) zerlegen kann. Eine BUB für ein Paar (v, k) heißt kleinste BUB für dieses Paar (v, k), falls r (und damit auch b und l) minimal ist.
Im Symbol B(v, k,λ) treten nur drei der fünf Parameter v, b, k, r,λ einer BUB auf. Dies ist ausreichend, da nur drei der fünf Parameter frei wählbar sind, die beiden anderen liegen dann automatisch fest. Dies geschieht durch die beiden notwendigen Bedingungen für eine balancierte unvollständige Blockanlage:
{\displaystyle \sum _{i=1}^{v}r_{i}=\sum _{j=1}^{b}k_{j}=N}
und λv-1) = r(k-1).
Die drei Bedingungen, die für die Existenz einer BUB notwendig sind, sind nicht immer hinreichend. Die Werte
v = 16, r = 3, b = 8, k = 6, λ= 1
erfüllen wegen 16·3 = 8·6 und 1·15 = 3·5 die notwendigen Bedingungen, trotzdem gibt es keine BUB mit dieser Parameterkombination.
Es gibt eine weitere notwendige Bedingung, die Fishersche Ungleichung, nach der stets
b ≥ v
gelten muss.
Aber auch wenn alle drei Bedingungen gelten, muss nicht immer eine BUB existieren, z. B. ist dies für
v = 22, k = 8, b = 33 , r =12 , λ=4
und
v = 34, r = 12, b = 34, k = 12, λ = 4
der Fall. Die kleinsten BUB, die für
v = 22, k = 8 und v = 34 und k = 12
existieren, haben die Parameter
v = 22, k = 8, b = 66 , r =24 , λ=8 bzw. v = 34, r = 18, b = 51, k = 12, λ = 6.